# Brugmansia versicolor
Brugmansia versicolor là một loài thực vật thuộc họ Solanaceae. Đây là loài đặc hữu của Ecuador.

## Tham khảo

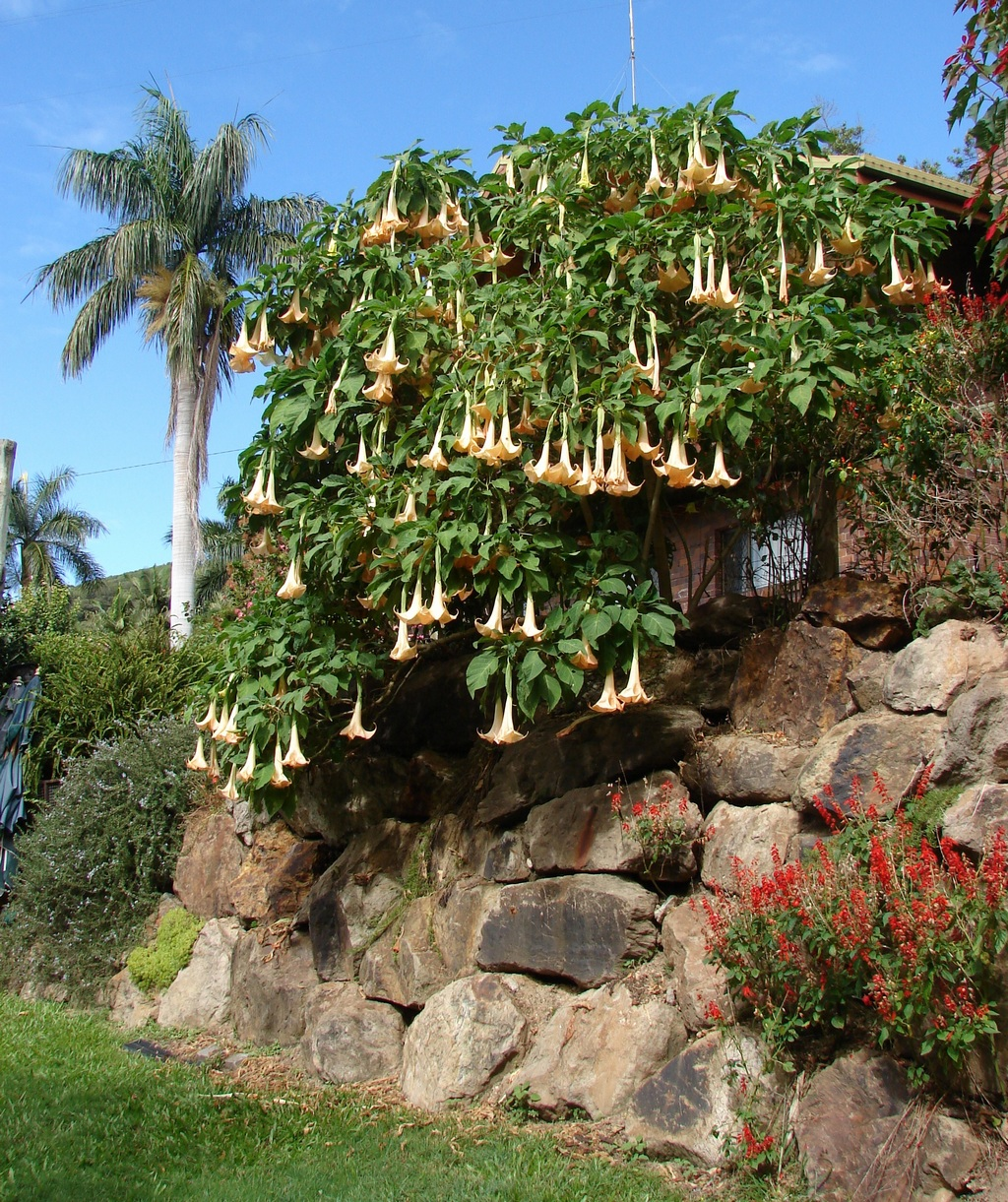